# Anjunadeep
Anjunadeep är ett dotterskivbolag till det brittiska skivbolaget Anjunabeats, etablerat 2005. Anjunadeep publicerar progressiv house och tech house, med fokus på mer melodisk typ av musik; en kontrast till uplifting, big-room trance, som huvudsakligen publiceras på moderbolaget Anjunabeats. Anjunadeep grundades av Tony McGuinness, Paavo Siljamäki och Jono Grant (mer kända som Above & Beyond), tillsammans med Özgür Can som sedan valde att lämna. Jono Grants bror, James Grant, har hand om en månadsvis Anjunadeepversion av moderbolagets radioshow Anjunabeats Worldwide. James Grant är även A&R för bolaget. James Grants radioshow sänds både online och via satellitradio.

## Artister
- Amine Edge
- Andreas Hermansson
- Andrew Bayer
- Andrew K
- Answer42
- Basic Perspective
- Boom Jinx
- Cats & Sieja
- Chunk & Twist
- Daniel Portman
- Dave Horne
- David West
- Dinka
- Electrobios
- Fairchild
- Hawk
- Hernan Cerbello
- Hydroform
- Interplay
- James Grant
- Jamie Matrix
- Jay Lumen
- Jaytech
- Jody Wisternoff
- Johan Vermeulen
- Joonas Hahmo
- Junk Science
- King Roc
- Komytea
- Leoni
- Liluca
- Luttrell
- Maor Levi
- Marcus Schossow pres. 1985
- Mat Zo
- Michael Cassette
- Monakhov
- Nox Vahn
- Oliver Smith
- Paul Keeley
- PROFF
- Roddy Reynaert
- Sergey Tkachev
- Solarity
- Sucker DJ:s
- Supermodels from Paris
- Tom Fall
- Que
- Yotto
- 16 Bit Lolitas